# Setobaudinia collingii
Setobaudinia collingii é uma espécie de gastrópode  da família Camaenidae.
É endémica da Austrália.